# Lonchura punctulata
Il domino (Lonchura punctulata Linneo, 1758) è un uccello passeriforme appartenente alla famiglia degli Estrildidi.

## Tassonomia

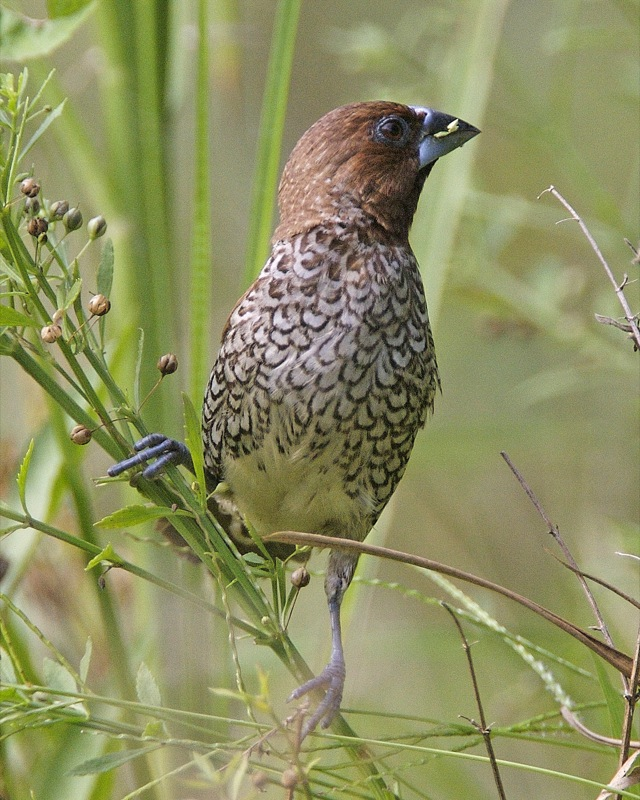
Domino della sottospecie fretensis.

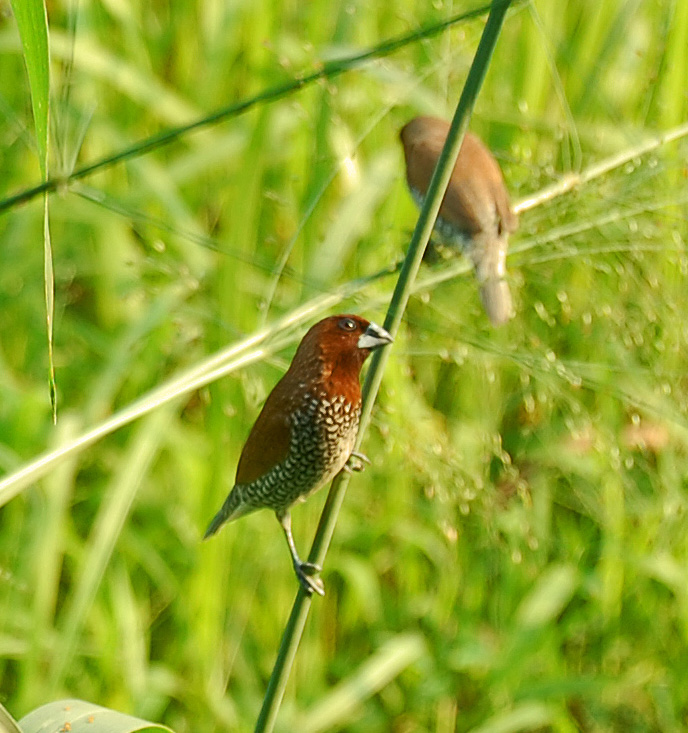
Due domino della sottospecie nisoria.

Il domino venne descritto scientificamente per la prima volta da Linneo nella decima edizione del suo Systema Naturae, dove venne classificata come Loxia punctulata, sottintendendone una parentela col crociere nostrano. Fu nel 1823 che questo uccello venne ascritto al genere Lonchura da Sykes, col nome di Lonchura punctulata che conserva ancora oggi ad eccezione di una parentesi durante la quale il domino è stato ascritto al genere Uroloncha, attualmente decaduto, assieme ad altre munie con particolari caratteristiche anatomiche (differenza fra la lunghezza dell'ala e della coda in centimetri minore rispetto alla lunghezza del tarso).
Se ne riconoscono dodici sottospecie:
- Lonchura punctulata punctulata, la sottospecie nominale, diffusa dal Pakistan settentrionale allo Sri Lanka;
- Lonchura punctulata baweana Hoogerwerf, 1963, endemica dell'isola di Bawean, a nord di Madura;
- Lonchura punctulata blasii Stresemann, 1912, diffusa nella porzione orientale delle piccole Isole della Sonda, da Flores alle isole Tanimbar;
- Lonchura punctulata cabanisi Sharpe, 1890, diffusa nelle Filippine e nella porzione nord-orientale del Borneo;
- Lonchura punctulata fretensis Kloss, 1931, diffusa nella penisola malese, oltre che su Singapore, Sumatra e Nias;
- Lonchura punctulata holmesi Restall, 1992, diffusa in Borneo meridionale;
- Lonchura punctulata nisoria Temminck, 1830, diffusa in Borneo centro-meridionale oltre che su Giava, Bali, Lombok e Sumbawa;
- Lonchura punctulata particeps Riley, 1920, endemica di Celebes;
- Lonchura punctulata subundulata Godwin-Austen, 1874, diffusa dal Bhutan alla Birmania nord-occidentale;
- Lonchura punctulata sumbae Mayr, 1944, endemica dell'isola di Sumba;
- Lonchura punctulata topela Swinhoe, 1863, diffusa dalla Birmania all'Indocina ed a nord fino alla Cina meridionale (isola di Hainan inclusa) ed a Taiwan, caratterizzata dalla presenza di sottili striature biancastre sulla testa e da disegno ventrale meno nitido e di colore bruno-rossiccio;
- Lonchura punctulata yunnanensis Parkes, 1958, diffusa in Cina centro-meridionale (province di Xizang, Yunnan e Sichuan) e Birmania settentrionale;

Il nome scientifico della specie deriva dal latino punctulatūs, "munito/ricoperto di piccoli punti", in riferimento alla caratteristica livrea ventrale di questi uccelli.

## Distribuzione edhabitat

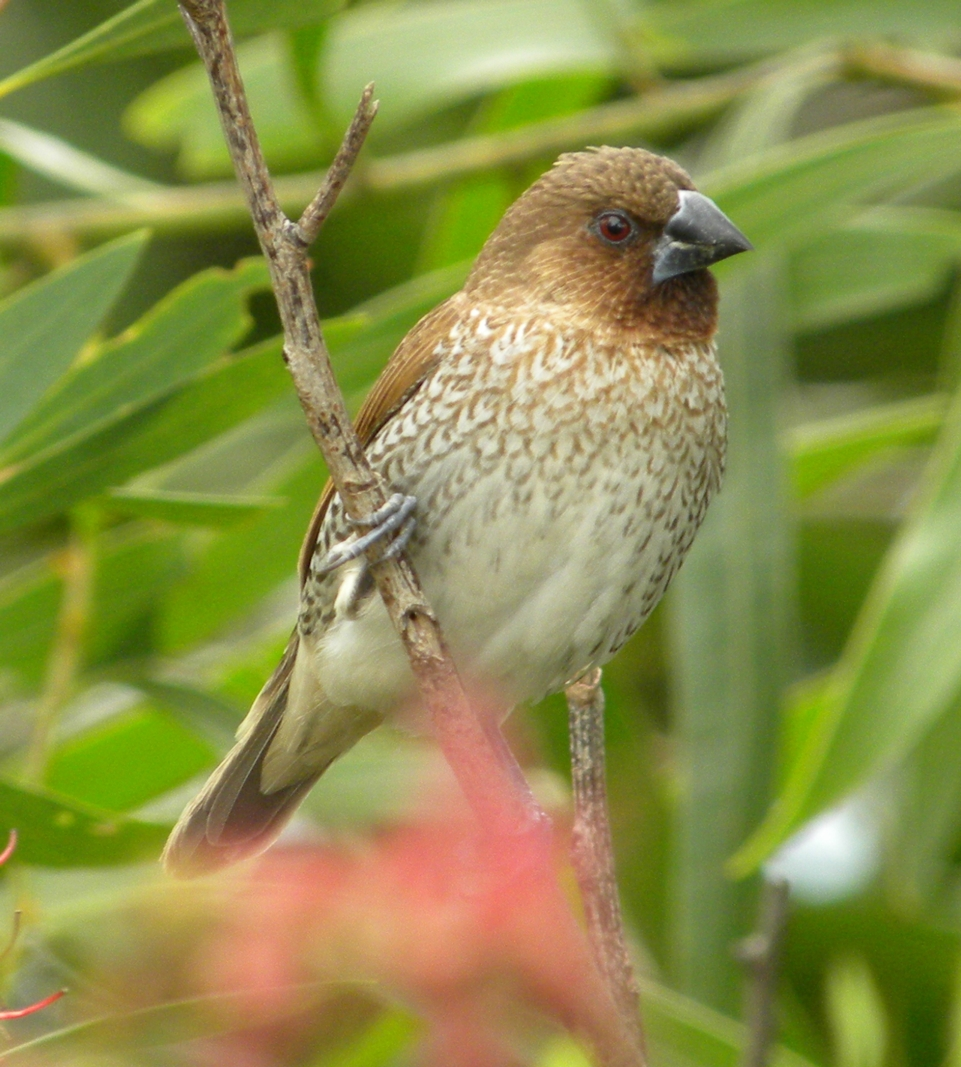
Un dominio della sottospecie topela nel Queensland centrale, dove la specie è stata introdotta.

Il domino è diffuso in un areale molto ampio che va dal Pakistan settentrionale (dove la specie occupa una ristretta area che va dallo Swat a Lahore, evitando le aree desertiche e semidesertiche) ed al Kashmir a nord ovest attraverso tutto il subcontinente indiano ed il Sud-est Asiatico fino a Taiwan ad est e a sud fino alle piccole Isole della Sonda meridionali.

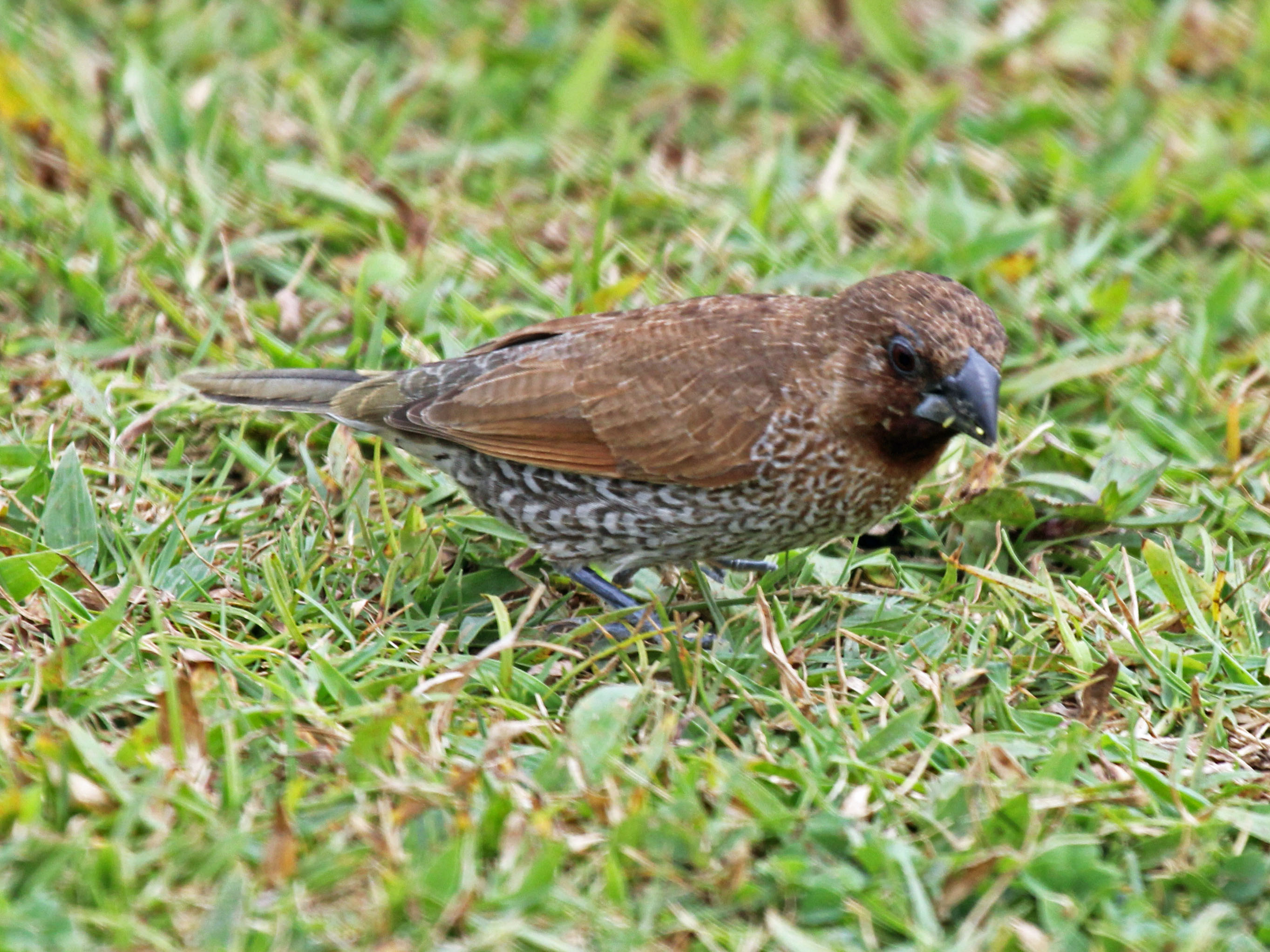
Un domino a Kauai, nelle Hawaii: questo uccello è stato introdotto in numerose località, dove si è naturalizzato.

Grazie alla sua adattabilità, questo uccello si è inoltre diffuso in numerose aree a partire da popolazioni di uccelli deliberatamente rilasciati o sfuggiti alla cattività, tanto che si contano popolazioni naturalizzate di domino a Porto Rico (dove la specie è stata introdotta nel 1971), negli Stati Uniti meridionali (soprattutto in Florida), in California, Hawaii (dove la specie è presente fin dal 1883, pur essendo piuttosto rara in particolare su Oahu a causa della competizione interspecifica col congenere cappuccino tricolore, Giappone ed Australia orientale.
Questo uccello occupa un'ampia gamma di habitat, tendendo a prediligere le aree di boscaglia con presenza di ampie distese erbose o cespugliose e di fonti d'acqua dolce permanenti, ed evitando in genere quando possibile le aree desertiche e semidesertiche. Questa specie inoltre si è molto ben adattata alla convivenza con l'uomo, colonizzando piantagioni e risaie e spingendosi anche nelle periferie dei centri abitati, nei giardini e nei cortili.

Pur prediligendo le aree pianeggianti o pedemontane, il domino è stato osservato durante il periodo caldo fino a 2500 m d'altezza sull'Himalaya e fino ad oltre 2100 metri d'altezza nei Nilgiri.

## Descrizione

### Dimensioni

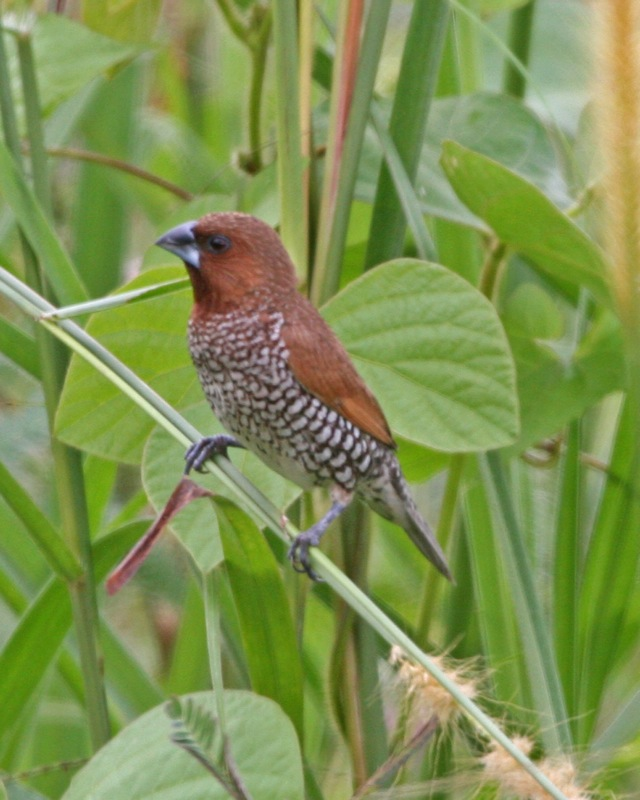
Un domino della sottospecie fretensis mette in mostra la caratteristica colorazione a scaglie del ventre.

Misura circa 11–12 cm di lunghezza, compresa la coda (che può costituire fino ad un terzo della lunghezza totale), per un peso di 12-16 grammi.

### Aspetto

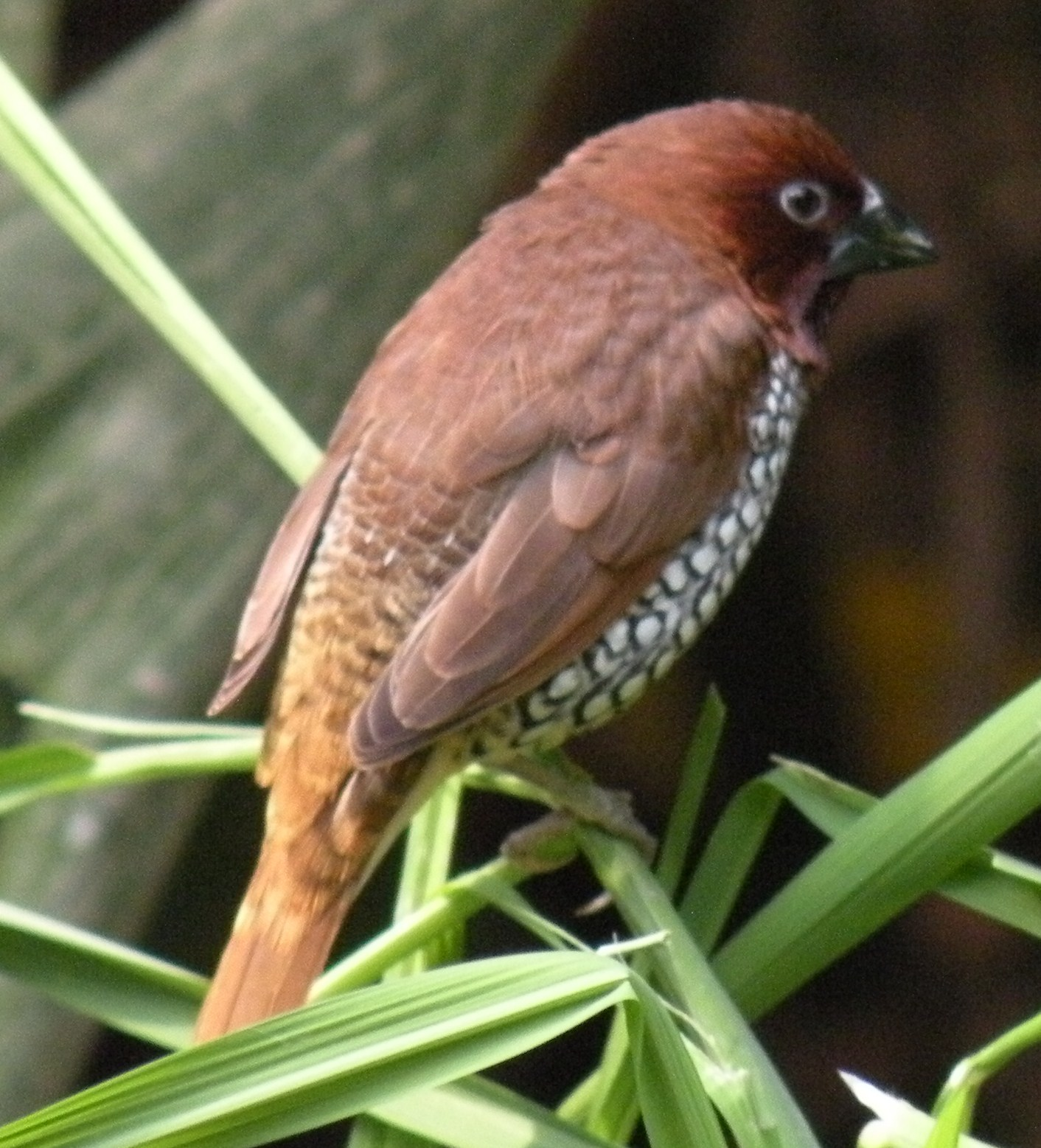
Un domino visto di spalle.

L'aspetto di questo uccello nella sua forma adulta è inconfondibile rispetto a tutte le altre munie, non tanto per la conformazione che è quella tipica del genere, con aspetto massiccio, coda piuttosto lunga e becco estremamente forte e tozzo di forma conica, quanto per la colorazione. Il domino presenta infatti testa e dorso di colore bruno, con tendenza a scurirsi su ali e coda fino a divenire bruno scuro. Su petto, fianchi e ventre, invece, il piumaggio è bianco, con le singole penne orlate di nero a formare un caratteristico aspetto a scaglie o a tessere del domino, al quale la specie deve il proprio nome comune, e che a seconda della sottospecie può estendersi fino al sottocoda o riguardare unicamente il petto e i fianchi, col ventre che rimane di colore bianco: in alcune sottospecie, inoltre, è osservabile una mascherina di colore bruno più caldo che ricopre la faccia e la gola. Il becco è sempre di colore nerastro, gli occhi sono bruni con cerchio perioculare glabro e grigio-carnicino, e dello stesso colore sono anche le zampe.

È presente un lieve dimorfismo sessuale per quanto concerne la livrea: i maschi, a parità d'età, presentano infatti il nero delle penne ventrali più marcato rispetto alle femmine, così come la colorazione bruna della gola appare più scura.

## Biologia
Si tratta di uccelli dalle abitudini diurne e sedentarie, che si riuniscono in stormi che possono arrivare a contare le 100 unità. Nell'ambito del gruppo, i vari componenti si tengono in contatto fra loro attraverso richiami bitonali ripetuti piuttosto spesso, e segnalando eventuali pericoli con un suono acuto e cinguettante. Il domino tende a muovere la coda in caratteristici scatti verticali durante i propri movimenti, caratteristica questa di molti passeriformi ma che in questa specie sembra essere incorsa in un certo grado di ritualizzazione, indicando l'intento di spostarsi e quindi contribuendo a coordinare i movimenti dell'intero gruppo ed a compattarne gli appartenenti.

### Alimentazione

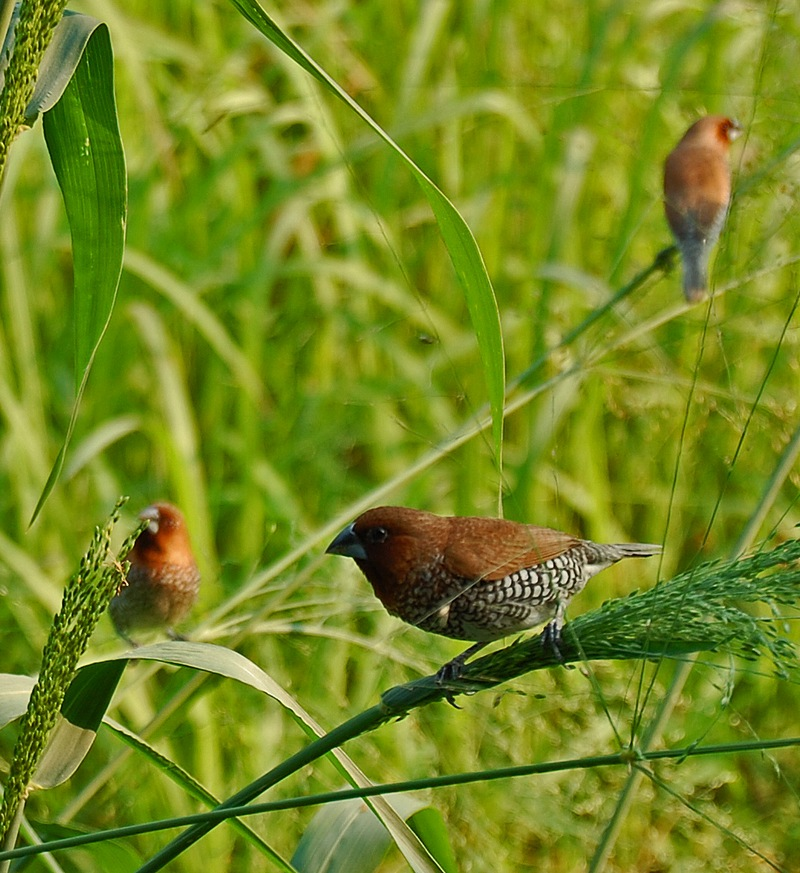
Gruppo di domino che si nutre di semi immaturi da una spiga.

Si tratta di uccelli principalmente granivori, che si nutrono in pratica di qualsiasi seme siano in grado di rompere col forte becco, prediligendo i semi ancora immaturi di riso e graminacee. Integrano la propria dieta anche con altro materiale di origine vegetale, come bacche (in particolare le bacche di Lantana), alghe (soprattutto in prossimità del periodo riproduttivo, quando aumenta il fabbisogno energetico) e piccoli insetti, questi ultimi catturati principalmente durante il periodo riproduttivo.

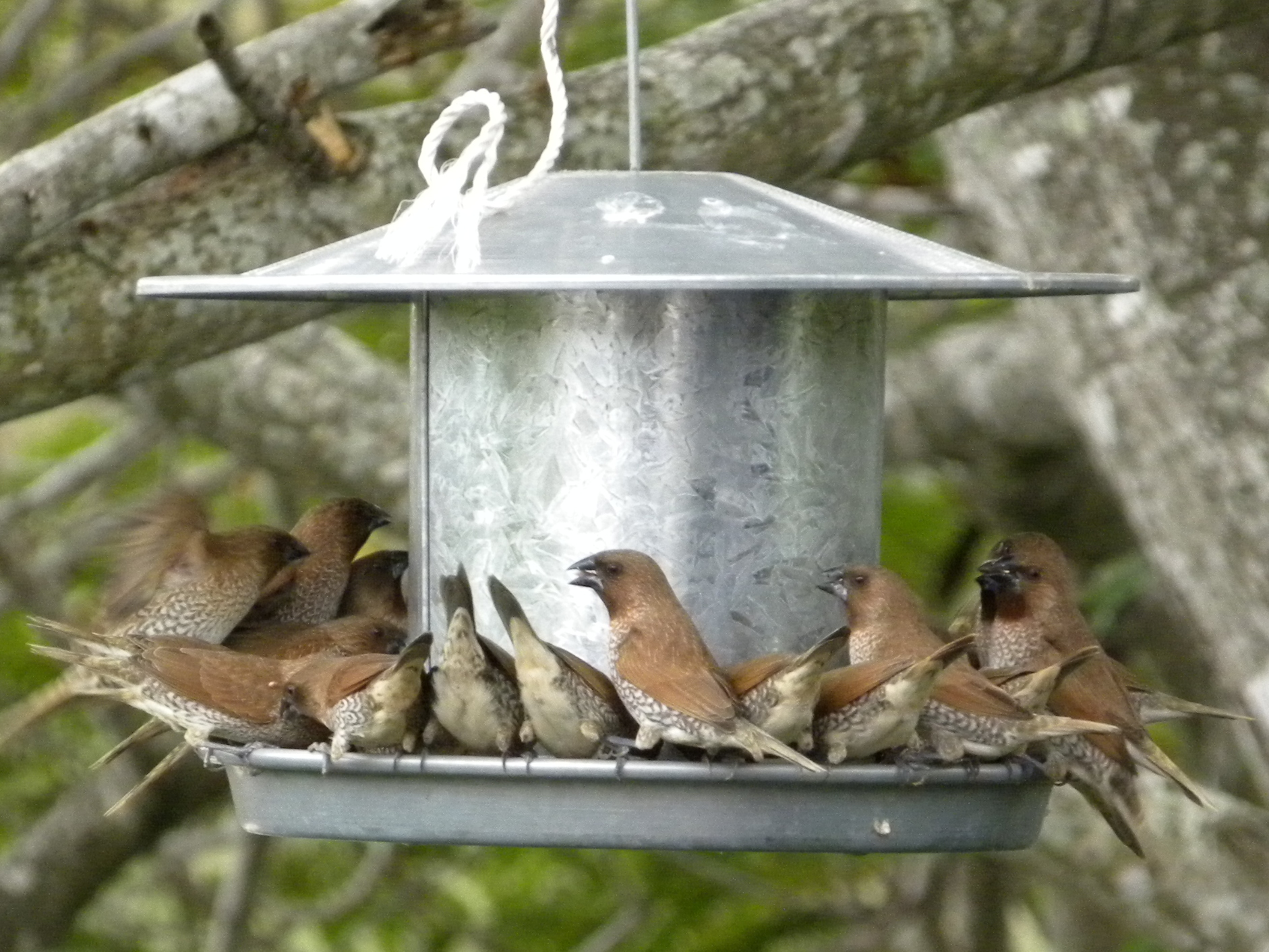
Gruppo di domino che si nutrono da una mangiatoia in Queensland.

Grazie alla facilità di allevamento e alla varietà comportamentale mostrata, il domino si è rivelato un ottimo organismo modello per osservazioni di tipo fisiologico e comportamentale. Da questo è emerso che questi uccelli seguono gli schemi della teoria del foraggiamento ottimale, tendendo alla minimizzazione dell'energia impiegata alla ricerca del cibo ed all'aumento dell'energia ricavabile da esso: inoltre la dimensione dello stormo risulta inversamente proporzionale al tempo impiegato per la vigilanza dei dintorni durante la ricerca di cibo, sicché individui isolati tendono a passare molto tempo in allerta mentre si nutrono, riducendo così la quantità di cibo consumato, mentre in gruppi superiori ai 4 individui il cibo consumato nello stesso tempo è maggiore, a testimonianza di una minore attenzione nei confronti dell'ambiente circostante dovuta alla presenza di numerosi occhi vigili. I singoli individui, inoltre, in uno stormo ampio possono avvantaggiarsi della scoperta di nuove fonti di cibo da parte di altri esemplari, sebbene non sia ancora chiaro se l'esemplare che scopre la risorsa lo faccia esclusivamente per sé stesso ("strategia dello scroccone") oppure per il bene dell'intero stormo (strategia della condivisione delle informazioni): in ambedue i casi il costo da pagare per la spartizione delle fonti di cibo è l'aumento della competizione intraspecifica, che a sua volta può ripercuotersi in negativo sulla quantità di cibo consumato, ad esempio attraverso l'aumento della latenza di assunzione del cibo o l'aumento del numero di errori durante il raggiungimento delle fonti di cibo.

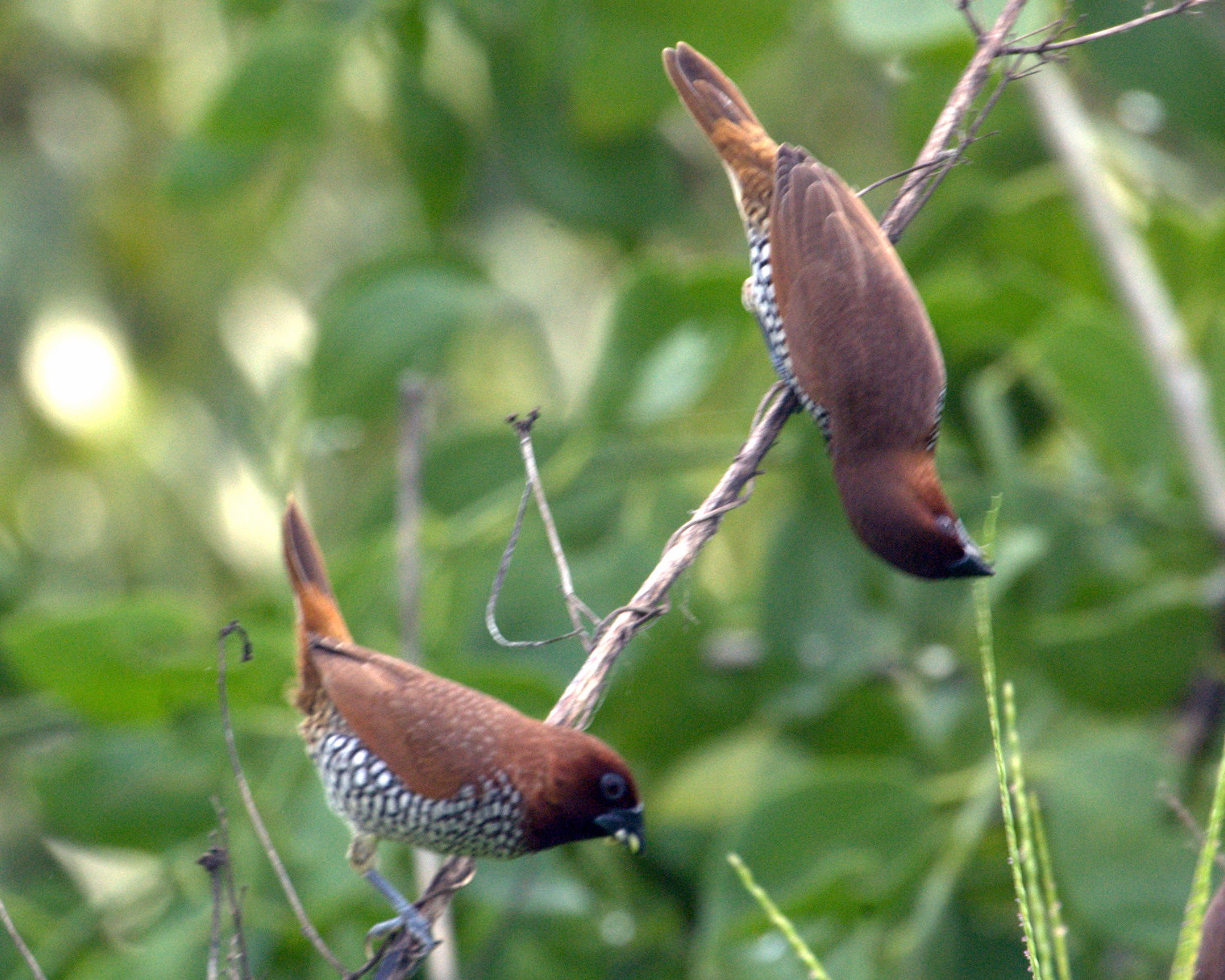
Coppia di domino si nutre da una pianta.

È stato osservato che l'animale che intende "scroccare" le risorse trovate dai conspecifici tende a muoversi tenendo la testa alta, mentre viceversa l'animale che ricerca il cibo per l'intero gruppo si muove tenendo la testa verso il basso: la frequenza del primo comportamento appare maggiore quando le risorse sono concentrate in pochi siti, e pare inoltre mostrare proporzionalità diretta con le dimensioni dello stormo d'appartenenza. La posizione innalzata della testa, tipica di un comportamento "egoista", appare però per contro maggiormente efficace nell'osservazione dell'ambiente circostante e perciò nel sorvegliare i dintorni alla ricerca di pericoli, almeno quando l'animale non è in movimento. I due comportamenti, tuttavia, tendono ad equilibrarsi col tempo, poiché in una popolazione maggiormente dedita allo "scrocco" delle risorse risulta più conveniente per gli animali esplorare i dintorni alla ricerca di nuove risorse, mentre viceversa in un ambiente dove predominano gli uccelli che cercano autonomamente nuove fonti di cibo può risultare conveniente accodarsi agli "esploratori" per condividerne gli eventuali successi.
Nell'ambito dello stormo, le interazioni di tipo aggressivo sembrano essere inversamente proporzionali alla quantità di cibo presente: i fenomeni di aggressività intraspecifica appaiono più frequenti quando le risorse sono concentrate in pochi punti e quando la loro ubicazione è variabile od ancora sconosciuta ai componenti dello stormo.

### Riproduzione

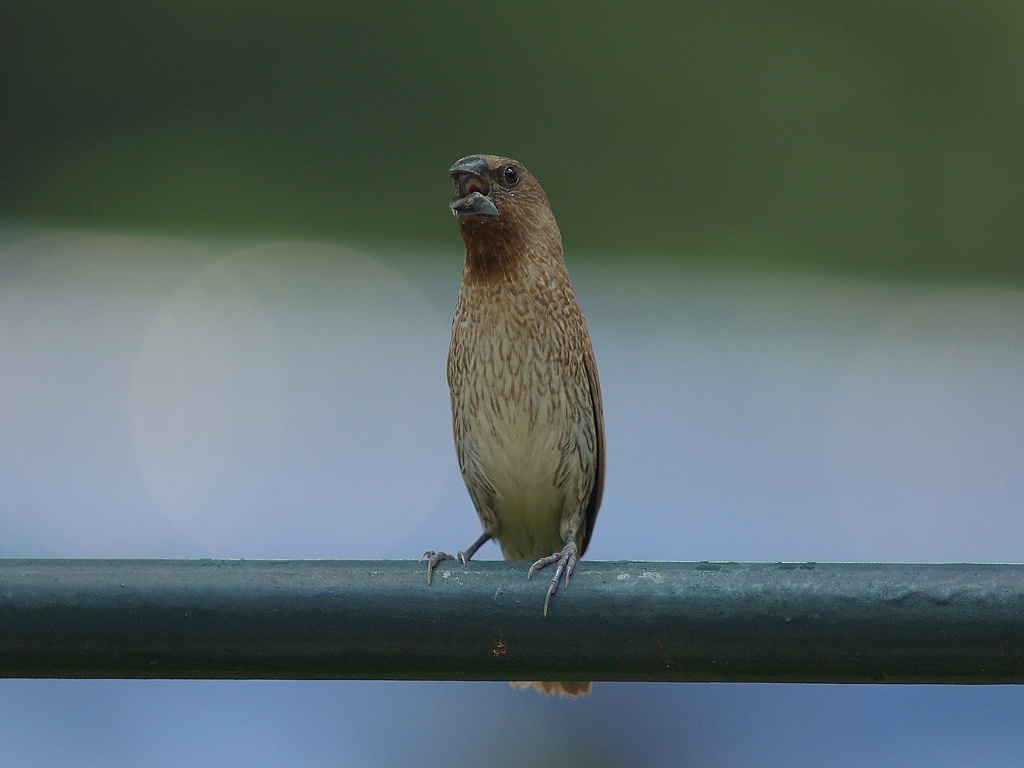
Un domino canta: il canto è una prerogativa del maschio.

La stagione riproduttiva non è ben definita, ma tende a cadere generalmente durante la stagione delle piogge: lo sviluppo delle gonadi appare infatti legato con proporzionalità diretta all'umidità atmosferica ed alle ore di luce.
Il maschio corteggia la femmina tenendosi ben eretto ed impettito con le penne della testa erette, ed emettendo il proprio canto, piuttosto flebile e costituito da una serie note acute seguite da un sibilo ed infine da una nota fischiata: frattanto, esso gira attorno alla partner seguendo percorsi zigzaganti e tenendo nel becco un filo d'erba. Se la femmina è disponibile all'accoppiamento, lo segnala accovacciandosi e spostando lateralmente la coda.

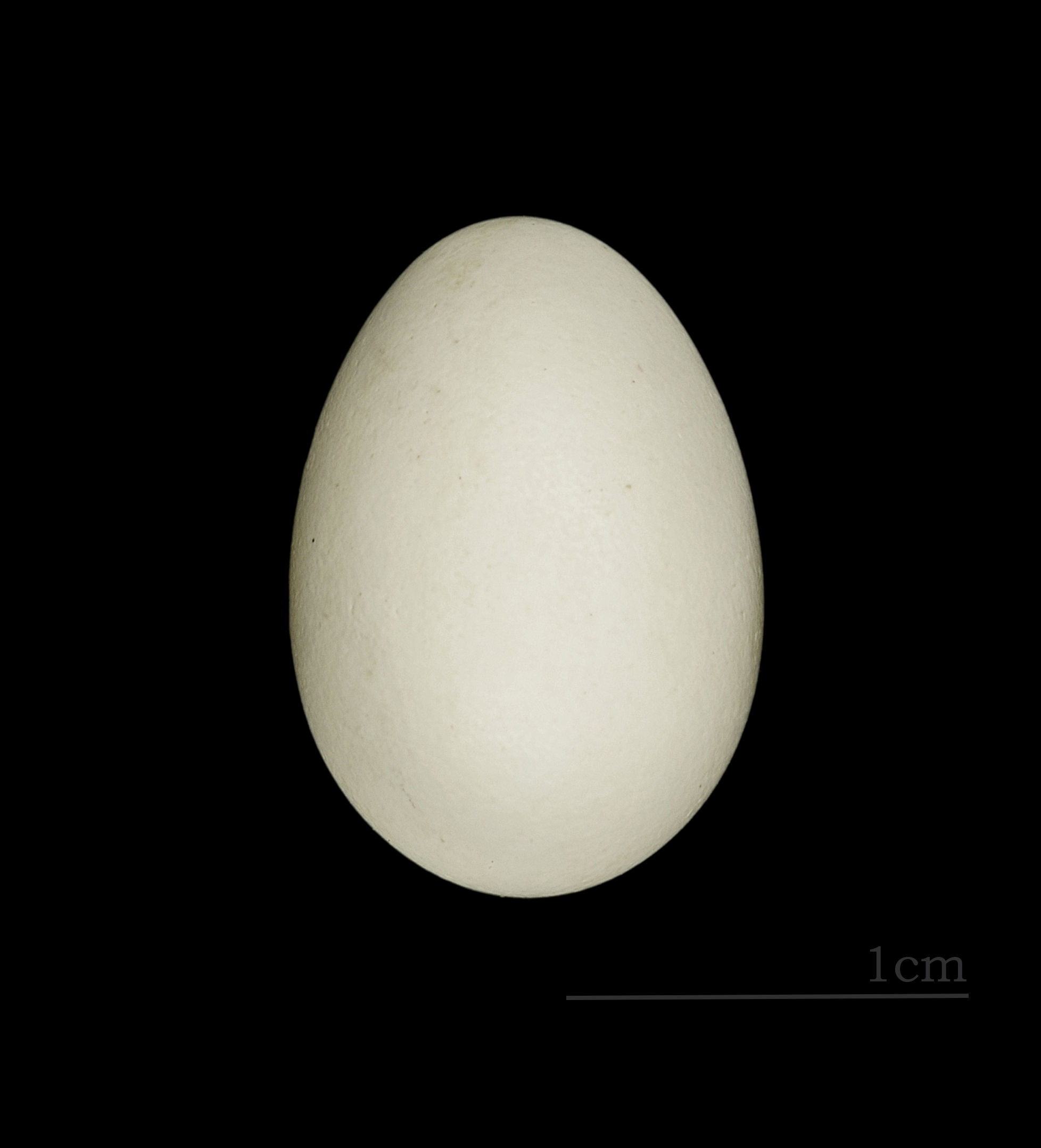
Lonchura punctulata

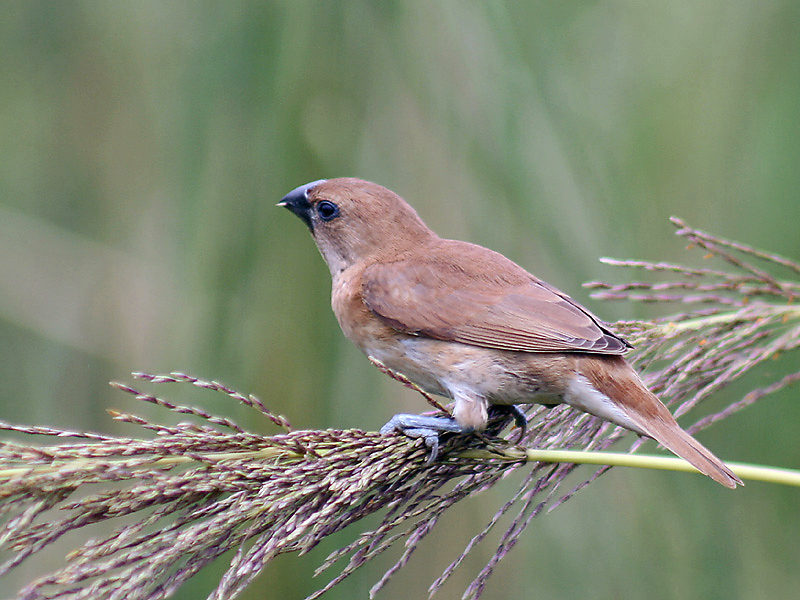
Un giovane domino nei pressi di Calcutta.

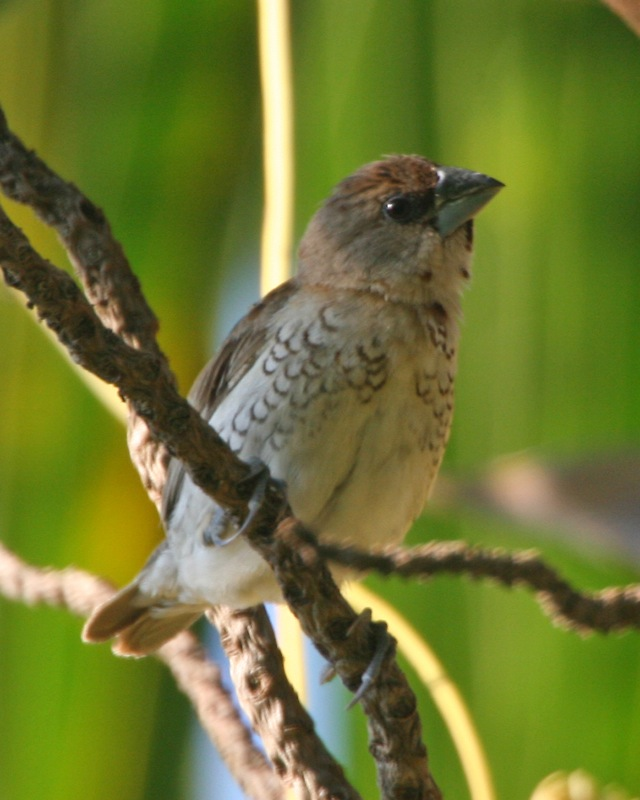
Un giovane domino in muta a Bali mostra la livrea quasi definitiva con le caratteristiche scaglie.

Il nido è una struttura sferica formata da steli d'erba, foglie di bambù ed altro materiale fibroso di origine vegetale, dal diametro di circa 15 cm, ubicato in cavità naturali fra gli alberi o le rocce, oppure nelle crepe dei muri delle case, con apertura laterale che dà sulla camera di cova ed è posizionata sopravento. Pare che le specie arboree preferite per piazzarvi il nido siano Toddalia asiatica, Gymnosporia montana, Polyalthia longifolia, Thuja orientalis, Acacia nilotica ed Acacia chundra, in particolare gli esemplari bassi e posti in aree di boscaglia non troppo fitta. Entrambi i partner contribuiscono alla costruzione del nido, col maschio che si occupa perlopiù di reperire il materiale di costruzione e portarlo alla femmina, che provvede ad intrecciarlo.

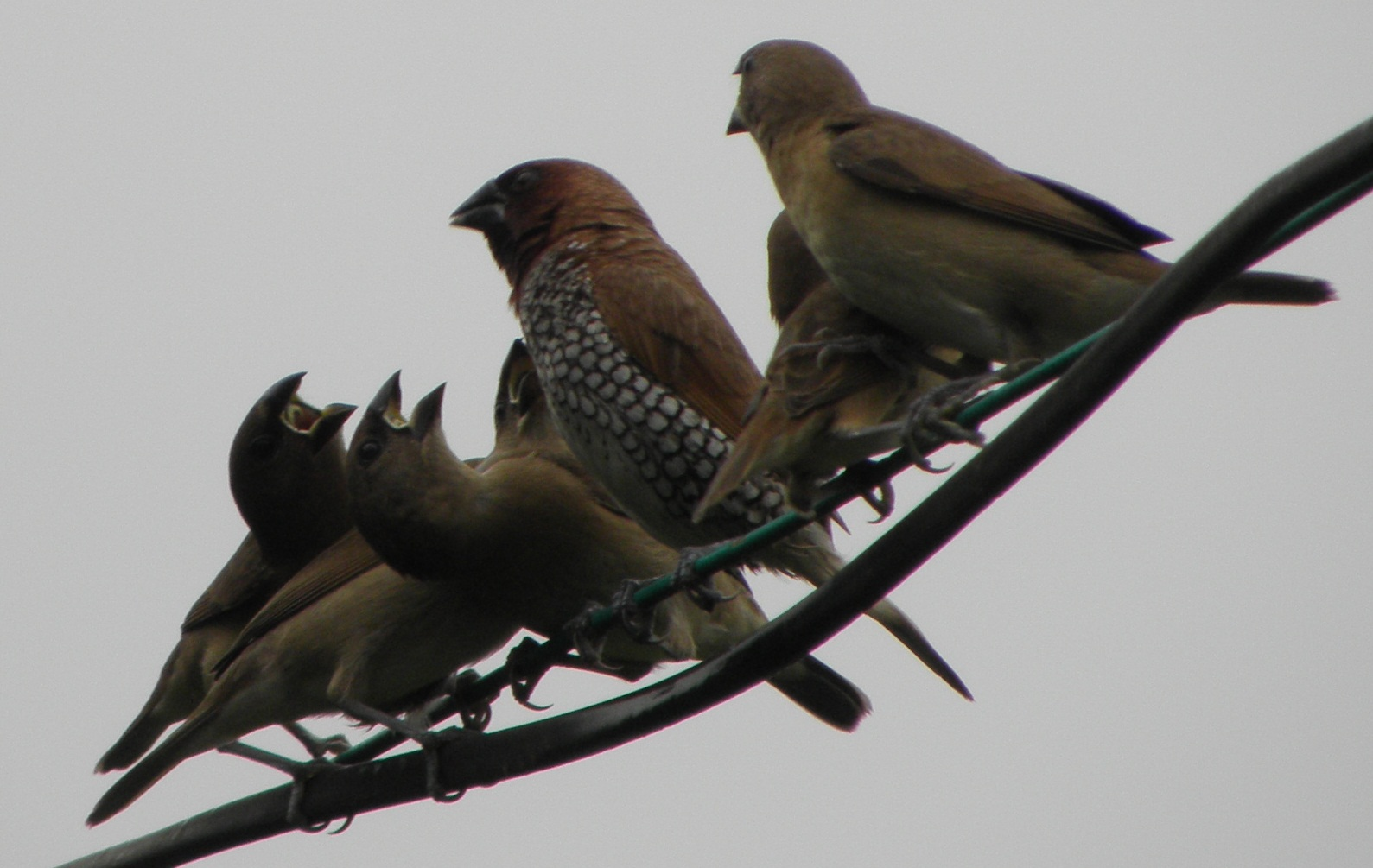
Una nidiata affamata mendica il cibo ad un genitore nel Kerala.

All'interno del nido la femmina depone da 4 a 10 uova, che entrambi i coniugi provvedono ad incubare per i 10-16 giorni previsti dalla cova, alternandosi alla cova durante il giorno e dormendo insieme nel nido durante la notte. I piccoli alla nascita sono ciechi ed implumi, e vengono accuditi da ambedue i genitori: essi sono pronti per l'involo attorno alle tre settimane di vita, ma tendono a rimanere nei pressi del nido, tornandovi all'imbrunire per riposare assieme ai genitori, per almeno un'ulteriore settimana.

La maturità sessuale viene raggiunta da ambedue i sessi attorno ai sette mesi d'età, sebbene sembra che la durata delle giornate e l'umidità atmosferica possano modificare (con rapporto di proporzionalità inversa per entrambi) tale periodo: difficilmente tuttavia i giovani riescono a riprodursi con successo prima dei 12-18 mesi d'età.
L'aspettativa di vita di questi uccelli si aggira attorno ai 6-8 anni.